# Elezioni comunali in Sicilia del 2015
Le elezioni comunali in Sicilia del 2015 si tennero il 31 maggio (con ballottaggio il 14 giugno).

## Provincia regionale di Palermo

### Carini
| Candidati                                                   | Candidati                      | II turno              | II turno              | I turno | I turno | Liste                                               | Voti   | %     | Seggi |
| Candidati                                                   | Candidati                      | Voti                  | %                     | Voti    | %       | Liste                                               | Voti   | %     | Seggi |
| ----------------------------------------------------------- | ------------------------------ | --------------------- | --------------------- | ------- | ------- | --------------------------------------------------- | ------ | ----- | ----- |
|                                                             | Giuseppe Monteleone ✔️ Sindaco | 6 055                 | 60,11                 | 6 191   | 47,21   | Partito Democratico                                 | 2 726  | 16,05 | 6     |
| Azione Popolare                                             | Giuseppe Monteleone ✔️ Sindaco | 6 055                 | 60,11                 | 6 191   | 47,21   | 1 858                                               | 10,94  | 4     |       |
| L'Altra Carini                                              | Giuseppe Monteleone ✔️ Sindaco | 6 055                 | 60,11                 | 6 191   | 47,21   | 1 466                                               | 8,63   | 3     |       |
| Carini Si Sveglia                                           | Giuseppe Monteleone ✔️ Sindaco | 6 055                 | 60,11                 | 6 191   | 47,21   | 1 324                                               | 7,80   | 3     |       |
| Identità e Futuro-Comitati Civici                           | Giuseppe Monteleone ✔️ Sindaco | 6 055                 | 60,11                 | 6 191   | 47,21   | 855                                                 | 5,04   | 2     |       |
| Movimento Civico Scrusciu                                   | Giuseppe Monteleone ✔️ Sindaco | 6 055                 | 60,11                 | 6 191   | 47,21   | 469                                                 | 2,76   | –     |       |
|                                                             | Gianfranco Lo Piccolo          | 4 018                 | 39,89                 | 2 355   | 17,96   | Carini Pulita                                       | 1 710  | 10,07 | 3     |
| Patto dei Democratici per le Riforme                        | Gianfranco Lo Piccolo          | 4 018                 | 39,89                 | 2 355   | 17,96   | 1 218                                               | 7,17   | 2     |       |
|                                                             | Ambrogio Conigliaro            | Ambrogio Conigliaro   | Ambrogio Conigliaro   | 2 090   | 15,94   | Movimento 5 Stelle                                  | 1 898  | 11,18 | 3     |
|                                                             | Giuseppe Mannino               | Giuseppe Mannino      | Giuseppe Mannino      | 1 586   | 12,09   | Nuovo Centrodestra                                  | 1 486  | 8,75  | 2     |
| Azzurri per Carini                                          | Giuseppe Mannino               | Giuseppe Mannino      | Giuseppe Mannino      | 1 586   | 12,09   | 1 007                                               | 5,93   | 2     |       |
|                                                             | Giuseppe Eusebio Dalì          | Giuseppe Eusebio Dalì | Giuseppe Eusebio Dalì | 848     | 6,47    | Carini 2025                                         | 496    | 2,92  | –     |
| Dalì Sindaco                                                | Giuseppe Eusebio Dalì          | Giuseppe Eusebio Dalì | Giuseppe Eusebio Dalì | 848     | 6,47    | 347                                                 | 2,04   | –     |       |
| Rete Civica Nazionale Uniti Si è Tutto....Divisi Si è Nulla | Giuseppe Eusebio Dalì          | Giuseppe Eusebio Dalì | Giuseppe Eusebio Dalì | 848     | 6,47    | 64                                                  | 0,38   | –     |       |
|                                                             | Silvana Gambino                | Silvana Gambino       | Silvana Gambino       | 45      | 0,34    | Italia dei Valori-Progetto Sicilia Regione d'Europa | 56     | 0,33  | –     |
| Totale                                                      | Totale                         | 10 073                | 100                   | 13 115  | 100     |                                                     | 16 980 | 100   | 30    |
|                                                             |                                |                       |                       |         |         |                                                     |        |       |       |
| Fonte: Ministero dell'interno                               |                                |                       |                       |         |         |                                                     |        |       |       |

### Trabia
|                                                    | Leonardo Ortolano ✔️ Sindaco | 3 780 | 66,46 | Progetto Trabia e San Nicola                                  | 1 726 | 28,37 | 6  |  |  |
| Noi per Trabia                                     | Leonardo Ortolano ✔️ Sindaco | 3 780 | 66,46 | 1 417                                                         | 23,29 | 4     |    |  |  |
| Bella Trabia                                       | Leonardo Ortolano ✔️ Sindaco | 3 780 | 66,46 | 1 159                                                         | 19,05 | 4     |    |  |  |
|                                                    | Francesco Bondì              | 1 908 | 33,54 | Giovani Trabiesi in Movimento per Trabia e San Nicola l'Arena | 587   | 9,65  | 2  |  |  |
| Identità Trabiese                                  | Francesco Bondì              | 1 908 | 33,54 | 437                                                           | 7,18  | 2     |    |  |  |
| Uniti per Trabia                                   | Francesco Bondì              | 1 908 | 33,54 | 410                                                           | 6,74  | 1     |    |  |  |
| Trabia e San Nicola Verso il 2020 Insieme...Si Può | Francesco Bondì              | 1 908 | 33,54 | 348                                                           | 5,72  | 1     |    |  |  |
| Totale                                             | Totale                       | 5 688 | 100   |                                                               | 6 084 | 100   | 20 |  |  |
|                                                    |                              |       |       |                                                               |       |       |    |  |  |
| Fonte: Ministero dell'interno                      |                              |       |       |                                                               |       |       |    |  |  |

### Villabate
|                               | Vincenzo Oliveri ✔️ Sindaco | 4 192 | 57,17 | Rinascita Villabatese                | 1 876 | 21,69 | 5  |  |  |
| Democratici per Villabate     | Vincenzo Oliveri ✔️ Sindaco | 4 192 | 57,17 | 998                                  | 11,54 | 3     |    |  |  |
| Villabate in Azione           | Vincenzo Oliveri ✔️ Sindaco | 4 192 | 57,17 | 732                                  | 8,46  | 2     |    |  |  |
| Insieme per Villabate         | Vincenzo Oliveri ✔️ Sindaco | 4 192 | 57,17 | 710                                  | 8,21  | 2     |    |  |  |
|                               | Giuseppa Di Gaetano         | 1 735 | 23,66 | Noi Siamo Villabate                  | 1 095 | 12,66 | 2  |  |  |
| Lavoro Famiglia Solidarietà   | Giuseppa Di Gaetano         | 1 735 | 23,66 | 737                                  | 8,52  | 2     |    |  |  |
| Villabate Salva Villabate     | Giuseppa Di Gaetano         | 1 735 | 23,66 | 291                                  | 3,36  | –     |    |  |  |
|                               | Pietro Milazzo              | 717   | 9,78  | Patto dei Democratici per le Riforme | 860   | 9,94  | 2  |  |  |
| Uniti per Villabate           | Pietro Milazzo              | 717   | 9,78  | 398                                  | 4,60  | –     |    |  |  |
|                               | Paolo Corrao                | 688   | 9,38  | Noi con Salvini                      | 510   | 5,90  | 1  |  |  |
| Villabate Libera              | Paolo Corrao                | 688   | 9,38  | 441                                  | 5,10  | 1     |    |  |  |
| Totale                        | Totale                      | 7 332 | 100   |                                      | 8 648 | 100   | 20 |  |  |
|                               |                             |       |       |                                      |       |       |    |  |  |
| Fonte: Ministero dell'interno |                             |       |       |                                      |       |       |    |  |  |

## Provincia regionale di Agrigento

### Agrigento
|                                                   | Calogero Firetto ✔️ Sindaco | 16 594 | 46,67 | Agrigento Rinasce   | 4 076  | 12,52 | 5  |  |  |
| Nuovo Centrodestra-Unione di Centro-Area Popolare | Calogero Firetto ✔️ Sindaco | 16 594 | 46,67 | 4 062               | 12,48  | 5     |    |  |  |
| Agrigento Cambia                                  | Calogero Firetto ✔️ Sindaco | 16 594 | 46,67 | 3 550               | 10,91  | 4     |    |  |  |
| Uniti per la Città                                | Calogero Firetto ✔️ Sindaco | 16 594 | 46,67 | 3 361               | 10,33  | 4     |    |  |  |
| Partito Democratico                               | Calogero Firetto ✔️ Sindaco | 16 594 | 46,67 | 2 493               | 7,66   | 3     |    |  |  |
| Sicilia Democratica                               | Calogero Firetto ✔️ Sindaco | 16 594 | 46,67 | 1 615               | 4,96   | –     |    |  |  |
| Solidarietà e Futuro                              | Calogero Firetto ✔️ Sindaco | 16 594 | 46,67 | 1 075               | 3,30   | –     |    |  |  |
|                                                   | Silvio Alessi               | 4 177  | 11,75 | Forza Silvio        | 3 532  | 10,85 | 4  |  |  |
| Patto dei Democratici per le Riforme              | Silvio Alessi               | 4 177  | 11,75 | 2 321               | 7,13   | 3     |    |  |  |
| Io Cambio con Progetto Agrigento                  | Silvio Alessi               | 4 177  | 11,75 | 768                 | 2,36   | –     |    |  |  |
| Ama la tua Città - Patto per il Territorio        | Silvio Alessi               | 4 177  | 11,75 | 377                 | 1,16   | –     |    |  |  |
|                                                   | Marco Marcolin              | 2 574  | 7,24  | Noi per Salvini     | 1 124  | 3,45  | –  |  |  |
|                                                   | Emanuele Dalli Cardillo     | 2 472  | 6,95  | Movimento 5 Stelle  | 2 074  | 6,37  | 2  |  |  |
|                                                   | Giuseppe Arnone             | 909    | 2,56  | Liberiamo Agrigento | 133    | 0,41  | –  |  |  |
|                                                   | Andrea Cirino               | 821    | 2,31  | Fratelli d'Italia   | 1 599  | 4,91  | –  |  |  |
|                                                   | Giuseppe Di Rosa            | 573    | 1,61  | Cambiamento         | 383    | 1,18  | –  |  |  |
| Totale                                            | Totale                      | 35 557 | 100   |                     | 32 543 | 100   | 30 |  |  |
|                                                   |                             |        |       |                     |        |       |    |  |  |
| Fonte: Ministero dell'interno                     |                             |        |       |                     |        |       |    |  |  |

### Raffadali
|                                                   | Silvio Marcello Maria Cuffaro ✔️ Sindaco | 3 768 | 50,03 | Patto per il Territorio | 1 843 | 21,83 | 6  |  |  |
| Noi per Raffadali                                 | Silvio Marcello Maria Cuffaro ✔️ Sindaco | 3 768 | 50,03 | 1 158                   | 13,72 | 3     |    |  |  |
| Raffadali è Tua                                   | Silvio Marcello Maria Cuffaro ✔️ Sindaco | 3 768 | 50,03 | 853                     | 10,11 | 2     |    |  |  |
| Giovani di Centro per Raffadali                   | Silvio Marcello Maria Cuffaro ✔️ Sindaco | 3 768 | 50,03 | 590                     | 6,99  | 1     |    |  |  |
| Un Passo Avanti                                   | Silvio Marcello Maria Cuffaro ✔️ Sindaco | 3 768 | 50,03 | 366                     | 4,34  | –     |    |  |  |
|                                                   | Pietro Giglione                          | 3 763 | 49,97 | Partito Democratico     | 1 904 | 22,56 | 5  |  |  |
| Svolta Popolare per Raffadali                     | Pietro Giglione                          | 3 763 | 49,97 | 669                     | 7,93  | 1     |    |  |  |
| Nuovo Centrodestra-Unione di Centro-Area Popolare | Pietro Giglione                          | 3 763 | 49,97 | 557                     | 6,60  | 1     |    |  |  |
| Ama la tua Città                                  | Pietro Giglione                          | 3 763 | 49,97 | 501                     | 5,94  | 1     |    |  |  |
| Totale                                            | Totale                                   | 7 531 | 100   |                         | 8 441 | 100   | 20 |  |  |
|                                                   |                                          |       |       |                         |       |       |    |  |  |
| Fonte: Ministero dell'interno                     |                                          |       |       |                         |       |       |    |  |  |

### Ribera
| Candidati                          | Candidati               | II turno        | II turno        | I turno | I turno | Liste                                     | Voti   | %     | Seggi |
| Candidati                          | Candidati               | Voti            | %               | Voti    | %       | Liste                                     | Voti   | %     | Seggi |
| ---------------------------------- | ----------------------- | --------------- | --------------- | ------- | ------- | ----------------------------------------- | ------ | ----- | ----- |
|                                    | Carmelo Pace ✔️ Sindaco | 5 526           | 51,71           | 4 455   | 42,25   | Ribera                                    | 1 753  | 14,17 | 4     |
| Sicilia Democratica per le Riforme | Carmelo Pace ✔️ Sindaco | 5 526           | 51,71           | 4 455   | 42,25   | 1 734                                     | 14,02  | 3     |       |
| Progetto Comune                    | Carmelo Pace ✔️ Sindaco | 5 526           | 51,71           | 4 455   | 42,25   | 1 659                                     | 13,41  | 3     |       |
| Nuovo Centrodestra                 | Carmelo Pace ✔️ Sindaco | 5 526           | 51,71           | 4 455   | 42,25   | 1 134                                     | 9,17   | 2     |       |
|                                    | Antonino Mangiacavallo  | 5 160           | 48,29           | 3 253   | 30,85   | Ama la tua Città                          | 1 512  | 12,22 | 2     |
| Amici di Nenè Mangiacavallo        | Antonino Mangiacavallo  | 5 160           | 48,29           | 3 253   | 30,85   | 1 254                                     | 10,14  | 2     |       |
| Ribera Svolta                      | Antonino Mangiacavallo  | 5 160           | 48,29           | 3 253   | 30,85   | 1 092                                     | 8,83   | 2     |       |
|                                    | Giovanni D'Azzo         | Giovanni D'Azzo | Giovanni D'Azzo | 1 804   | 17,11   | Unione di Centro-Il Ponte Unione Popolare | 850    | 6,87  | 1     |
| Partito Democratico                | Giovanni D'Azzo         | Giovanni D'Azzo | Giovanni D'Azzo | 1 804   | 17,11   | 817                                       | 6,60   | 1     |       |
|                                    | Roberto Lino            | Roberto Lino    | Roberto Lino    | 1 032   | 9,79    | Movimento 5 Stelle                        | 526    | 4,25  | –     |
| Totale                             | Totale                  | 10 686          | 100             | 10 544  | 100     |                                           | 12 371 | 100   | 20    |
|                                    |                         |                 |                 |         |         |                                           |        |       |       |
| Fonte: Ministero dell'interno      |                         |                 |                 |         |         |                                           |        |       |       |

## Provincia regionale di Caltanissetta

### Gela
| Candidati                                 | Candidati                     | II turno              | II turno              | I turno | I turno | Liste                            | Voti   | %     | Seggi |
| Candidati                                 | Candidati                     | Voti                  | %                     | Voti    | %       | Liste                            | Voti   | %     | Seggi |
| ----------------------------------------- | ----------------------------- | --------------------- | --------------------- | ------- | ------- | -------------------------------- | ------ | ----- | ----- |
|                                           | Domenico Messinese ✔️ Sindaco | 22 677                | 64,78                 | 8 583   | 24,22   | Movimento 5 Stelle               | 4 989  | 12,08 | 5     |
|                                           | Angelo Fasulo                 | 12 400                | 35,42                 | 8 414   | 23,74   | Partito Democratico              | 6 758  | 16,36 | 7     |
| Il Megafono - Lista Crocetta              | Angelo Fasulo                 | 12 400                | 35,42                 | 8 414   | 23,74   | 4 803                            | 11,63  | 5     |       |
| Gela Città                                | Angelo Fasulo                 | 12 400                | 35,42                 | 8 414   | 23,74   | 2 598                            | 6,29   | 3     |       |
| Polo Civico Popolare                      | Angelo Fasulo                 | 12 400                | 35,42                 | 8 414   | 23,74   | 2 578                            | 6,24   | 2     |       |
| Patto dei Democratici per le Riforme      | Angelo Fasulo                 | 12 400                | 35,42                 | 8 414   | 23,74   | 1 369                            | 3,31   | –     |       |
|                                           | Cristoforo Greco              | Cristoforo Greco      | Cristoforo Greco      | 7 697   | 21,72   | Movimento Politico un'Altra Gela | 4 409  | 10,68 | 4     |
| Forza Gela                                | Cristoforo Greco              | Cristoforo Greco      | Cristoforo Greco      | 7 697   | 21,72   | 446                              | 1,08   | –     |       |
|                                           | Giuseppe Lucio Di Dio         | Giuseppe Lucio Di Dio | Giuseppe Lucio Di Dio | 3 426   | 9,67    | Reset 4.0                        | 2 123  | 5,14  | 2     |
| Nuovi Orizzonti                           | Giuseppe Lucio Di Dio         | Giuseppe Lucio Di Dio | Giuseppe Lucio Di Dio | 3 426   | 9,67    | 1 777                            | 4,30   | –     |       |
|                                           | Gioacchino Pellitteri         | Gioacchino Pellitteri | Gioacchino Pellitteri | 2 715   | 7,66    | Autonomisti per Gela             | 2 679  | 6,49  | 2     |
| Forza Italia                              | Gioacchino Pellitteri         | Gioacchino Pellitteri | Gioacchino Pellitteri | 2 715   | 7,66    | 1 695                            | 4,10   | –     |       |
| Arcobaleno Gela-Partito Liberale Italiano | Gioacchino Pellitteri         | Gioacchino Pellitteri | Gioacchino Pellitteri | 2 715   | 7,66    | 965                              | 2,34   | –     |       |
| Moderati in Rivoluzione                   | Gioacchino Pellitteri         | Gioacchino Pellitteri | Gioacchino Pellitteri | 2 715   | 7,66    | 170                              | 0,41   | –     |       |
|                                           | Maurizio Melfa                | Maurizio Melfa        | Maurizio Melfa        | 1 856   | 5,24    | Ripartiamo da Zero               | 1 230  | 2,98  | –     |
|                                           | Giuseppe Cosenza              | Giuseppe Cosenza      | Giuseppe Cosenza      | 1 221   | 3,45    | Il Popolo dei Forconi            | 1 009  | 2,44  | –     |
|                                           | Antonio Ventura               | Antonio Ventura       | Antonio Ventura       | 487     | 1,37    | Rinascita Gelese                 | 460    | 1,11  | –     |
|                                           | Antonio Giudice               | Antonio Giudice       | Antonio Giudice       | 373     | 1,05    | Noi con Salvini                  | 495    | 1,20  | –     |
|                                           | Elio Franco Arancio           | Elio Franco Arancio   | Elio Franco Arancio   | 360     | 1,02    | Siamo Gela                       | 474    | 1,15  | –     |
|                                           | Saverio Di Blasi              | Saverio Di Blasi      | Saverio Di Blasi      | 299     | 0,84    | Di Blasi Sindaco di Gela         | 274    | 0,66  | –     |
| Totale                                    | Totale                        | 35 007                | 100                   | 35 441  | 100     |                                  | 41 301 | 100   | 30    |
|                                           |                               |                       |                       |         |         |                                  |        |       |       |
| Fonte: Ministero dell'interno             |                               |                       |                       |         |         |                                  |        |       |       |

### Mussomeli
|                               | Giuseppe Sebastiano Catania ✔️ Sindaco | 2 961 | 46,04 | Mussomeli nel Cuore                  | 977   | 14,04 | 4  |  |  |
| Mussomeli Bene Comune         | Giuseppe Sebastiano Catania ✔️ Sindaco | 2 961 | 46,04 | 959                                  | 13,78 | 4     |    |  |  |
| Uniti per Mussomeli           | Giuseppe Sebastiano Catania ✔️ Sindaco | 2 961 | 46,04 | 769                                  | 11,05 | 3     |    |  |  |
| Alleanza Cittadina            | Giuseppe Sebastiano Catania ✔️ Sindaco | 2 961 | 46,04 | 388                                  | 5,58  | 1     |    |  |  |
|                               | Amedeo Cumella                         | 2 068 | 32,15 | Patto dei Democratici per le Riforme | 1 567 | 22,52 | 3  |  |  |
| Partito Democratico           | Amedeo Cumella                         | 2 068 | 32,15 | 1 178                                | 16,93 | 3     |    |  |  |
| Senso Civico                  | Amedeo Cumella                         | 2 068 | 32,15 | 416                                  | 5,98  | 1     |    |  |  |
|                               | Calogero Genco                         | 1 403 | 21,81 | Pensare Solidale                     | 705   | 10,13 | 1  |  |  |
| Intesa Cittadina Solidale     | Calogero Genco                         | 1 403 | 21,81 | 120                                  | 1,72  | –     |    |  |  |
| Totale                        | Totale                                 | 6 432 | 100   |                                      | 6 959 | 100   | 20 |  |  |
|                               |                                        |       |       |                                      |       |       |    |  |  |
| Fonte: Ministero dell'interno |                                        |       |       |                                      |       |       |    |  |  |

## Provincia regionale di Catania

### Bronte
| Candidati                                                           | Candidati                   | II turno     | II turno     | I turno | I turno | Liste                                                            | Voti   | %     | Seggi |
| Candidati                                                           | Candidati                   | Voti         | %            | Voti    | %       | Liste                                                            | Voti   | %     | Seggi |
| ------------------------------------------------------------------- | --------------------------- | ------------ | ------------ | ------- | ------- | ---------------------------------------------------------------- | ------ | ----- | ----- |
|                                                                     | Graziano Calanna ✔️ Sindaco | 5 710        | 57,35        | 2 766   | 26,88   | Partito Democratico-Unione di Centro-Futuro e Tradizione Insieme | 1 337  | 11,37 | 6     |
| Guardiamo Avanti Insieme                                            | Graziano Calanna ✔️ Sindaco | 5 710        | 57,35        | 2 766   | 26,88   | 1 097                                                            | 9,33   | 4     |       |
| Sicilia Democratica per le Riforme-Protagonista sei Tu Leanza       | Graziano Calanna ✔️ Sindaco | 5 710        | 57,35        | 2 766   | 26,88   | 641                                                              | 5,45   | 2     |       |
| Il Megafono - Lista Crocetta                                        | Graziano Calanna ✔️ Sindaco | 5 710        | 57,35        | 2 766   | 26,88   | 425                                                              | 3,61   | –     |       |
|                                                                     | Salvatore Gullotta          | 4 247        | 42,65        | 3 168   | 30,79   | Noi Bronte                                                       | 1 766  | 15,01 | 2     |
| Bronte Viva                                                         | Salvatore Gullotta          | 4 247        | 42,65        | 3 168   | 30,79   | 1 624                                                            | 13,80  | 2     |       |
| Giovani Costruiamo il Futuro-Bronte Famiglia Sviluppo Idee Rispetto | Salvatore Gullotta          | 4 247        | 42,65        | 3 168   | 30,79   | 999                                                              | 8,49   | 1     |       |
|                                                                     | Davide Russo                | Davide Russo | Davide Russo | 2 038   | 19,81   | Movimento 5 Stelle                                               | 1 220  | 10,37 | 1     |
|                                                                     | Aldo Catania                | Aldo Catania | Aldo Catania | 1 702   | 16,54   | Io Amo Bronte                                                    | 713    | 6,06  | 1     |
| Il Sindaco di Tutti                                                 | Aldo Catania                | Aldo Catania | Aldo Catania | 1 702   | 16,54   | 607                                                              | 5,16   | –     |       |
| Forza Italia                                                        | Aldo Catania                | Aldo Catania | Aldo Catania | 1 702   | 16,54   | 273                                                              | 2,32   | –     |       |
|                                                                     | Nunzio Biuso                | Nunzio Biuso | Nunzio Biuso | 615     | 5,98    | Biuso Sindaco                                                    | 1 062  | 9,03  | 1     |
| Totale                                                              | Totale                      | 9 957        | 100          | 10 289  | 100     |                                                                  | 11 764 | 100   | 20    |
|                                                                     |                             |              |              |         |         |                                                                  |        |       |       |
| Fonte: Ministero dell'interno                                       |                             |              |              |         |         |                                                                  |        |       |       |

### Mascali
|                                     | Luigi Messina ✔️ Sindaco | 2 666 | 38,44 | Per Mascali             | 1 034 | 13,22 | 5  |  |  |
| Mascali C'è                         | Luigi Messina ✔️ Sindaco | 2 666 | 38,44 | 872                     | 11,15 | 4     |    |  |  |
| Progetto Sicilia                    | Luigi Messina ✔️ Sindaco | 2 666 | 38,44 | 811                     | 10,37 | 3     |    |  |  |
|                                     | Ernesto Pino             | 1 316 | 18,97 | Mascalirisorge          | 1 065 | 13,62 | 3  |  |  |
| Nuova Contea                        | Ernesto Pino             | 1 316 | 18,97 | 348                     | 4,45  | –     |    |  |  |
|                                     | Giuseppe Calà            | 1 119 | 16,13 | Noi Insieme per Mascali | 1 626 | 20,80 | 4  |  |  |
|                                     | Laura Fazzina            | 476   | 6,86  | Unione di Centro        | 370   | 4,73  | –  |  |  |
| Partito Democratico                 | Laura Fazzina            | 476   | 6,86  | 132                     | 1,69  | –     |    |  |  |
|                                     | Carmelo Portogallo       | 425   | 6,13  | La Mascali che Vorrei   | 623   | 7,97  | 1  |  |  |
|                                     | Giovanni Pellizzeri      | 359   | 5,18  | La Nostra Mascali       | 238   | 3,04  | –  |  |  |
| Patto per Mascali Uniti per Vincere | Giovanni Pellizzeri      | 359   | 5,18  | 134                     | 1,71  | –     |    |  |  |
|                                     | Leonardo Zappalà         | 289   | 4,17  | Forza Mascali           | 303   | 3,88  | –  |  |  |
|                                     | Laura Mannino            | 286   | 4,12  | Movimento 5 Stelle      | 283   | 3,62  | –  |  |  |
| Totale                              | Totale                   | 6 936 | 100   |                         | 7 819 | 100   | 20 |  |  |
|                                     |                          |       |       |                         |       |       |    |  |  |
| Fonte: Ministero dell'interno       |                          |       |       |                         |       |       |    |  |  |

### Pedara
|                               | Antonio Fallica ✔️ Sindaco | 3 968 | 72,63 | Partito Democratico | 2 265 | 29,70 | 7  |  |  |
| Pedara al Centro              | Antonio Fallica ✔️ Sindaco | 3 968 | 72,63 | 1 483               | 19,45 | 4     |    |  |  |
| Pedara Responsabile           | Antonio Fallica ✔️ Sindaco | 3 968 | 72,63 | 1 384               | 18,15 | 4     |    |  |  |
| Per Pedara                    | Antonio Fallica ✔️ Sindaco | 3 968 | 72,63 | 956                 | 12,54 | 2     |    |  |  |
|                               | Nuccio Tropi               | 618   | 11,31 | Movimento 5 Stelle  | 585   | 7,67  | 1  |  |  |
|                               | Gaetano Petralia           | 512   | 9,37  | Noi con Salvini     | 467   | 6,12  | 1  |  |  |
|                               | Roberto Laudani            | 365   | 6,68  | Laudani Sindaco     | 486   | 6,37  | 1  |  |  |
| Totale                        | Totale                     | 5 463 | 100   |                     | 7 626 | 100   | 20 |  |  |
|                               |                            |       |       |                     |       |       |    |  |  |
| Fonte: Ministero dell'interno |                            |       |       |                     |       |       |    |  |  |

### San Giovanni la Punta
| Candidati                          | Candidati                   | II turno                    | II turno                    | I turno | I turno | Liste                     | Voti   | %     | Seggi |
| Candidati                          | Candidati                   | Voti                        | %                           | Voti    | %       | Liste                     | Voti   | %     | Seggi |
| ---------------------------------- | --------------------------- | --------------------------- | --------------------------- | ------- | ------- | ------------------------- | ------ | ----- | ----- |
|                                    | Antonino Bellia ✔️ Sindaco  | 4 978                       | 53,64                       | 4 649   | 49,23   | Prospettive Puntesi       | 1 507  | 12,73 | 3     |
| Messina per San Giovanni la Punta  | Antonino Bellia ✔️ Sindaco  | 4 978                       | 53,64                       | 4 649   | 49,23   | 1 334                     | 11,27  | 3     |       |
| Il Futuro Siamo Noi                | Antonino Bellia ✔️ Sindaco  | 4 978                       | 53,64                       | 4 649   | 49,23   | 1 151                     | 9,72   | 3     |       |
| Onda                               | Antonino Bellia ✔️ Sindaco  | 4 978                       | 53,64                       | 4 649   | 49,23   | 821                       | 6,94   | 2     |       |
| San Giovanni la Punta Più          | Antonino Bellia ✔️ Sindaco  | 4 978                       | 53,64                       | 4 649   | 49,23   | 619                       | 5,23   | 1     |       |
| Sicilia Democratica per le Riforme | Antonino Bellia ✔️ Sindaco  | 4 978                       | 53,64                       | 4 649   | 49,23   | 617                       | 5,21   | 1     |       |
| Unione di Centro                   | Antonino Bellia ✔️ Sindaco  | 4 978                       | 53,64                       | 4 649   | 49,23   | 594                       | 5,02   | 1     |       |
| Area Popolare                      | Antonino Bellia ✔️ Sindaco  | 4 978                       | 53,64                       | 4 649   | 49,23   | 558                       | 4,71   | –     |       |
| Partito Democratico                | Antonino Bellia ✔️ Sindaco  | 4 978                       | 53,64                       | 4 649   | 49,23   | 540                       | 4,56   | –     |       |
|                                    | Santo Trovato               | 4 302                       | 46,36                       | 2 083   | 22,06   | Per San Giovanni la Punta | 1 315  | 11,11 | 1     |
| Puntesi Liberi                     | Santo Trovato               | 4 302                       | 46,36                       | 2 083   | 22,06   | 239                       | 2,02   | –     |       |
|                                    | Lorenzo Innocenzo Seminerio | Lorenzo Innocenzo Seminerio | Lorenzo Innocenzo Seminerio | 1 112   | 11,77   | Noi con Salvini           | 616    | 5,20  | 1     |
| Sicilia Viva (A)                   | Lorenzo Innocenzo Seminerio | Lorenzo Innocenzo Seminerio | Lorenzo Innocenzo Seminerio | 1 112   | 11,77   | 554                       | 4,68   | –     |       |
|                                    | Nicola Alfio Bertolo        | Nicola Alfio Bertolo        | Nicola Alfio Bertolo        | 851     | 9,01    | Puntese nel Cuore (A)     | 651    | 5,50  | 1     |
| B 23(A)                            | Nicola Alfio Bertolo        | Nicola Alfio Bertolo        | Nicola Alfio Bertolo        | 851     | 9,01    | 25                        | 0,21   | –     |       |
|                                    | Giuseppina Rannone          | Giuseppina Rannone          | Giuseppina Rannone          | 749     | 7,93    | Movimento 5 Stelle        | 731    | 6,18  | 1     |
| Totale                             | Totale                      | 9 280                       | 100                         | 9 444   | 100     |                           | 11 836 | 100   | 20    |
|                                    |                             |                             |                             |         |         |                           |        |       |       |
| Fonte: Ministero dell'interno      |                             |                             |                             |         |         |                           |        |       |       |

### Tremestieri Etneo
| Candidati                          | Candidati              | II turno           | II turno           | I turno | I turno | Liste                   | Voti   | %     | Seggi |
| Candidati                          | Candidati              | Voti               | %                  | Voti    | %       | Liste                   | Voti   | %     | Seggi |
| ---------------------------------- | ---------------------- | ------------------ | ------------------ | ------- | ------- | ----------------------- | ------ | ----- | ----- |
|                                    | Santi Rando ✔️ Sindaco | 3 934              | 50,74              | 3 378   | 35,37   | Il Quadrifoglio         | 1 234  | 11,73 | 4     |
| Reset 4.0                          | Santi Rando ✔️ Sindaco | 3 934              | 50,74              | 3 378   | 35,37   | 1 050                   | 9,98   | 3     |       |
| Migliora Tremestieri               | Santi Rando ✔️ Sindaco | 3 934              | 50,74              | 3 378   | 35,37   | 894                     | 8,50   | 3     |       |
| Noi per Canalicchio                | Santi Rando ✔️ Sindaco | 3 934              | 50,74              | 3 378   | 35,37   | 778                     | 7,40   | 2     |       |
|                                    | Sebastiano Di Stefano  | 3 819              | 49,26              | 2 705   | 28,32   | La Gente in Primo Piano | 1 570  | 14,93 | 3     |
| Nuova Luce su Tremestieri          | Sebastiano Di Stefano  | 3 819              | 49,26              | 2 705   | 28,32   | 699                     | 6,65   | 1     |       |
| Tremestieri Più                    | Sebastiano Di Stefano  | 3 819              | 49,26              | 2 705   | 28,32   | 655                     | 6,23   | 1     |       |
| Sicilia Democratica per le Riforme | Sebastiano Di Stefano  | 3 819              | 49,26              | 2 705   | 28,32   | 412                     | 3,92   | –     |       |
|                                    | Mario Ronsisvalle      | Mario Ronsisvalle  | Mario Ronsisvalle  | 1 430   | 14,97   | Tremestieri Riparte (A) | 902    | 8,58  | 2     |
| Bene Comune Tremestieri Etneo      | Mario Ronsisvalle      | Mario Ronsisvalle  | Mario Ronsisvalle  | 1 430   | 14,97   | 268                     | 2,55   | –     |       |
|                                    | Sebastiano Caruso      | Sebastiano Caruso  | Sebastiano Caruso  | 809     | 8,47    | Azzurri per Tremestieri | 508    | 4,83  | –     |
| Tutti Insieme per il Buon Governo  | Sebastiano Caruso      | Sebastiano Caruso  | Sebastiano Caruso  | 809     | 8,47    | 438                     | 4,17   | –     |       |
|                                    | Domenico Di Guardo     | Domenico Di Guardo | Domenico Di Guardo | 783     | 8,20    | Movimento 5 Stelle      | 732    | 6,96  | 1     |
|                                    | Fabrizio Furnari       | Fabrizio Furnari   | Fabrizio Furnari   | 445     | 4,66    | Tremestieri nel Cuore   | 377    | 3,59  | –     |
| Totale                             | Totale                 | 7 753              | 100                | 9 550   | 100     |                         | 10 516 | 100   | 20    |
|                                    |                        |                    |                    |         |         |                         |        |       |       |
| Fonte: Ministero dell'interno      |                        |                    |                    |         |         |                         |        |       |       |

## Provincia regionale di Enna

### Enna
| Candidati                                      | Candidati                              | II turno        | II turno        | I turno | I turno | Liste                          | Voti   | %     | Seggi |
| Candidati                                      | Candidati                              | Voti            | %               | Voti    | %       | Liste                          | Voti   | %     | Seggi |
| ---------------------------------------------- | -------------------------------------- | --------------- | --------------- | ------- | ------- | ------------------------------ | ------ | ----- | ----- |
|                                                | Maurizio Antonello Dipietro ✔️ Sindaco | 7 425           | 51,89           | 3 561   | 24,36   | Patto per Enna                 | 1 727  | 10,05 | 3     |
| Enna Rinasce                                   | Maurizio Antonello Dipietro ✔️ Sindaco | 7 425           | 51,89           | 3 561   | 24,36   | 1 553                          | 9,04   | 3     |       |
| Amare Enna                                     | Maurizio Antonello Dipietro ✔️ Sindaco | 7 425           | 51,89           | 3 561   | 24,36   | 1 138                          | 6,62   | 2     |       |
|                                                | Vladimiro Adolfo Crisafulli            | 6 885           | 48,11           | 5 986   | 40,95   | Enna Democratica               | 5 766  | 33,55 | 11    |
| Sinistra Democratica Torre-Giovani Democratici | Vladimiro Adolfo Crisafulli            | 6 885           | 48,11           | 5 986   | 40,95   | 2 308                          | 13,43  | 4     |       |
| Sicilia Democratica per le Riforme             | Vladimiro Adolfo Crisafulli            | 6 885           | 48,11           | 5 986   | 40,95   | 1 390                          | 8,09   | 2     |       |
|                                                | Davide Solfato                         | Davide Solfato  | Davide Solfato  | 2 551   | 17,45   | Movimento 5 Stelle             | 1 368  | 7,96  | 2     |
|                                                | Angelo Girasole                        | Angelo Girasole | Angelo Girasole | 2 519   | 17,23   | L'Altra Città che mi Piace (A) | 1 934  | 11,25 | 3     |
| Totale                                         | Totale                                 | 14 310          | 100             | 14 617  | 100     |                                | 17 186 | 100   | 30    |
|                                                |                                        |                 |                 |         |         |                                |        |       |       |
| Fonte: Ministero dell'interno                  |                                        |                 |                 |         |         |                                |        |       |       |

### Nicosia
|                                    | Luigi Salvatore Bonelli ✔️ Sindaco | 4 815 | 61,54 | Mia Nicosia          | 1 938 | 22,06 | 5  |  |  |
| Impegno Comune                     | Luigi Salvatore Bonelli ✔️ Sindaco | 4 815 | 61,54 | 1 642                | 18,69 | 4     |    |  |  |
| Cambi...Amo Nicosia                | Luigi Salvatore Bonelli ✔️ Sindaco | 4 815 | 61,54 | 989                  | 11,26 | 3     |    |  |  |
|                                    | Renato Mancuso                     | 2 252 | 28,78 | Partito Democratico  | 1 400 | 15,93 | 3  |  |  |
| Sicilia Democratica per le Riforme | Renato Mancuso                     | 2 252 | 28,78 | 873                  | 9,94  | 2     |    |  |  |
| Uniti per Nicosia                  | Renato Mancuso                     | 2 252 | 28,78 | 765                  | 8,71  | 1     |    |  |  |
| Nicosia Democratica                | Renato Mancuso                     | 2 252 | 28,78 | 501                  | 5,70  | 1     |    |  |  |
|                                    | Antonino Montaperto                | 391   | 5,00  | Unione di Centro     | 454   | 5,17  | 1  |  |  |
|                                    | Giuseppe Beritelli                 | 366   | 4,68  | Politica Alternativa | 225   | 2,56  | –  |  |  |
| Totale                             | Totale                             | 7 824 | 100   |                      | 8 787 | 100   | 20 |  |  |
|                                    |                                    |       |       |                      |       |       |    |  |  |
| Fonte: Ministero dell'interno      |                                    |       |       |                      |       |       |    |  |  |

## Provincia regionale di Messina

### Barcellona Pozzo di Gotto
| Candidati                                                     | Candidati                          | II turno                         | II turno                         | I turno | I turno | Liste                                                   | Voti   | %    | Seggi |
| Candidati                                                     | Candidati                          | Voti                             | %                                | Voti    | %       | Liste                                                   | Voti   | %    | Seggi |
| ------------------------------------------------------------- | ---------------------------------- | -------------------------------- | -------------------------------- | ------- | ------- | ------------------------------------------------------- | ------ | ---- | ----- |
|                                                               | Roberto Carmelo Materia ✔️ Sindaco | 11 844                           | 56,72                            | 7 716   | 34,99   | Forza Barcellona Pozzo di Gotto                         | 2 410  | 9,42 | 5     |
| Lista Materia Niente Paura Insieme Ce la Faremo               | Roberto Carmelo Materia ✔️ Sindaco | 11 844                           | 56,72                            | 7 716   | 34,99   | 1 893                                                   | 7,40   | 4    |       |
| Nuova Alleanza Direzione Futuro                               | Roberto Carmelo Materia ✔️ Sindaco | 11 844                           | 56,72                            | 7 716   | 34,99   | 1 739                                                   | 6,80   | 3    |       |
| Partecipazione Popolare Col Patto per le Riforme              | Roberto Carmelo Materia ✔️ Sindaco | 11 844                           | 56,72                            | 7 716   | 34,99   | 1 397                                                   | 5,46   | 2    |       |
| Alternativa Nazionale Noi Ci Siamo                            | Roberto Carmelo Materia ✔️ Sindaco | 11 844                           | 56,72                            | 7 716   | 34,99   | 1 379                                                   | 5,39   | 2    |       |
| Movimento Civico Barcellona viva col Patto per le Riforme     | Roberto Carmelo Materia ✔️ Sindaco | 11 844                           | 56,72                            | 7 716   | 34,99   | 1 326                                                   | 5,18   | 2    |       |
| Unione e Partecipazione                                       | Roberto Carmelo Materia ✔️ Sindaco | 11 844                           | 56,72                            | 7 716   | 34,99   | 887                                                     | 3,47   | –    |       |
|                                                               | Maria Teresa Collica               | 9 037                            | 43,28                            | 6 223   | 28,22   | Avanti con Fiducia                                      | 2 386  | 9,32 | 3     |
| Centrosinistra per il Bene Comune                             | Maria Teresa Collica               | 9 037                            | 43,28                            | 6 223   | 28,22   | 1 812                                                   | 7,08   | 2    |       |
| Percorso Democratico Progetto civico con Maria Teresa Collica | Maria Teresa Collica               | 9 037                            | 43,28                            | 6 223   | 28,22   | 1 796                                                   | 7,02   | 2    |       |
|                                                               | Giuseppe Guglielmo Maria Turrisi   | Giuseppe Guglielmo Maria Turrisi | Giuseppe Guglielmo Maria Turrisi | 5 104   | 23,15   | Partito Democratico                                     | 1 897  | 7,41 | 2     |
| Sicilia Democratica per le Riforme                            | Giuseppe Guglielmo Maria Turrisi   | Giuseppe Guglielmo Maria Turrisi | Giuseppe Guglielmo Maria Turrisi | 5 104   | 23,15   | 1 434                                                   | 5,60   | 2    |       |
| Libera Barcellona Pozzo di Gotto-Area Popolare                | Giuseppe Guglielmo Maria Turrisi   | Giuseppe Guglielmo Maria Turrisi | Giuseppe Guglielmo Maria Turrisi | 5 104   | 23,15   | 1 326                                                   | 5,18   | 1    |       |
| Direzione Domani Barcellona Pozzo di Gotto                    | Giuseppe Guglielmo Maria Turrisi   | Giuseppe Guglielmo Maria Turrisi | Giuseppe Guglielmo Maria Turrisi | 5 104   | 23,15   | 1 042                                                   | 4,07   | 1    |       |
| Fuori Dal Coro                                                | Giuseppe Guglielmo Maria Turrisi   | Giuseppe Guglielmo Maria Turrisi | Giuseppe Guglielmo Maria Turrisi | 5 104   | 23,15   | 870                                                     | 3,40   | –    |       |
|                                                               | Giuseppe Sottile                   | Giuseppe Sottile                 | Giuseppe Sottile                 | 2 348   | 10,65   | Svegliamo Barcellona Pozzo di Gotto con Sottile Sindaco | 1 102  | 4,31 | –     |
| Alleanza di Centrodestra                                      | Giuseppe Sottile                   | Giuseppe Sottile                 | Giuseppe Sottile                 | 2 348   | 10,65   | 619                                                     | 2,42   | –    |       |
|                                                               | Giovanni Munafò                    | Giovanni Munafò                  | Giovanni Munafò                  | 658     | 2,98    | Democratici con Dignità                                 | 277    | 1,08 | –     |
| Totale                                                        | Totale                             | 20 881                           | 100                              | 22 049  | 100     |                                                         | 25 592 | 100  | 30    |
|                                                               |                                    |                                  |                                  |         |         |                                                         |        |      |       |
| Fonte: Ministero dell'interno                                 |                                    |                                  |                                  |         |         |                                                         |        |      |       |

### Milazzo
| Candidati                            | Candidati                   | II turno         | II turno         | I turno | I turno | Liste                          | Voti   | %     | Seggi |
| Candidati                            | Candidati                   | Voti             | %                | Voti    | %       | Liste                          | Voti   | %     | Seggi |
| ------------------------------------ | --------------------------- | ---------------- | ---------------- | ------- | ------- | ------------------------------ | ------ | ----- | ----- |
|                                      | Giovanni Formica ✔️ Sindaco | 9 295            | 62,17            | 7 036   | 40,99   | I Democratici Big Bang Milazzo | 2 585  | 13,40 | 6     |
| D e M Onda Libera                    | Giovanni Formica ✔️ Sindaco | 9 295            | 62,17            | 7 036   | 40,99   | 2 278                          | 11,81  | 5     |       |
| Patto dei Democratici per le Riforme | Giovanni Formica ✔️ Sindaco | 9 295            | 62,17            | 7 036   | 40,99   | 1 907                          | 9,89   | 4     |       |
| Ora Milazzo                          | Giovanni Formica ✔️ Sindaco | 9 295            | 62,17            | 7 036   | 40,99   | 1 617                          | 8,38   | 3     |       |
|                                      | Carmelo Pino                | 5 657            | 37,83            | 4 093   | 23,85   | Milazzo Futura                 | 1 839  | 9,53  | 3     |
| Citta Attiva                         | Carmelo Pino                | 5 657            | 37,83            | 4 093   | 23,85   | 1 624                          | 8,42   | 2     |       |
| Milazzo Democratica                  | Carmelo Pino                | 5 657            | 37,83            | 4 093   | 23,85   | 960                            | 4,98   | –     |       |
|                                      | Lorenzo Italiano            | Lorenzo Italiano | Lorenzo Italiano | 2 980   | 17,36   | Italiano per Milazzo           | 1 313  | 6,81  | 2     |
| Rilanciamo Milazzo                   | Lorenzo Italiano            | Lorenzo Italiano | Lorenzo Italiano | 2 980   | 17,36   | 785                            | 4,07   | –     |       |
| Forza Italia                         | Lorenzo Italiano            | Lorenzo Italiano | Lorenzo Italiano | 2 980   | 17,36   | 520                            | 2,70   | –     |       |
|                                      | Carmelo Formica             | Carmelo Formica  | Carmelo Formica  | 2 445   | 14,24   | Unione di Centro               | 1 606  | 8,33  | 3     |
| Fai Partire il Cambiamento           | Carmelo Formica             | Carmelo Formica  | Carmelo Formica  | 2 445   | 14,24   | 1 364                          | 7,07   | 2     |       |
| Partito Socialista Italiano          | Carmelo Formica             | Carmelo Formica  | Carmelo Formica  | 2 445   | 14,24   | 242                            | 1,25   | –     |       |
|                                      | Giuseppe Marano             | Giuseppe Marano  | Giuseppe Marano  | 349     | 2,03    | Milazzo Green                  | 405    | 2,10  | –     |
|                                      | Giuseppe Ragusi             | Giuseppe Ragusi  | Giuseppe Ragusi  | 262     | 1,53    | Noi con Salvini                | 243    | 1,26  | –     |
| Totale                               | Totale                      | 14 952           | 100              | 17 165  | 100     |                                | 19 288 | 100   | 30    |
|                                      |                             |                  |                  |         |         |                                |        |       |       |
| Fonte: Ministero dell'interno        |                             |                  |                  |         |         |                                |        |       |       |

## Provincia regionale di Ragusa

### Ispica
| Candidati                                         | Candidati                 | II turno            | II turno            | I turno | I turno | Liste                       | Voti  | %     | Seggi |
| Candidati                                         | Candidati                 | Voti                | %                   | Voti    | %       | Liste                       | Voti  | %     | Seggi |
| ------------------------------------------------- | ------------------------- | ------------------- | ------------------- | ------- | ------- | --------------------------- | ----- | ----- | ----- |
|                                                   | Lucio Muraglie ✔️ Sindaco | 4 359               | 57,68               | 2 553   | 29,73   | Partito Democratico         | 1 164 | 12,33 | 5     |
| Libertà Buon Governo                              | Lucio Muraglie ✔️ Sindaco | 4 359               | 57,68               | 2 553   | 29,73   | 934                         | 9,90  | 4     |       |
| Ispica Punto a Capo Movimento Politico X la Città | Lucio Muraglie ✔️ Sindaco | 4 359               | 57,68               | 2 553   | 29,73   | 748                         | 7,93  | 3     |       |
|                                                   | Paolo Monaca              | 3 198               | 42,32               | 1 778   | 20,71   | Ispica in Movimento         | 893   | 9,46  | 1     |
| Cambiamo Davvero Ispica                           | Paolo Monaca              | 3 198               | 42,32               | 1 778   | 20,71   | 558                         | 5,91  | 1     |       |
| Sviluppo e Solidarietà                            | Paolo Monaca              | 3 198               | 42,32               | 1 778   | 20,71   | 549                         | 5,82  | 1     |       |
| Giovani in Comune                                 | Paolo Monaca              | 3 198               | 42,32               | 1 778   | 20,71   | 408                         | 4,32  | –     |       |
| 97014 Tocca a Te                                  | Paolo Monaca              | 3 198               | 42,32               | 1 778   | 20,71   | 256                         | 2,71  | –     |       |
|                                                   | Gianluca Genovese         | Gianluca Genovese   | Gianluca Genovese   | 1 258   | 14,65   | Movimento 5 Stelle          | 697   | 7,39  | 1     |
|                                                   | Maurizio Franzò           | Maurizio Franzò     | Maurizio Franzò     | 1 171   | 13,64   | Rinascita Ispicese          | 992   | 10,51 | 1     |
| Uniti per Ispica                                  | Maurizio Franzò           | Maurizio Franzò     | Maurizio Franzò     | 1 171   | 13,64   | 520                         | 5,51  | 1     |       |
|                                                   | Vincenzo Cannizzaro       | Vincenzo Cannizzaro | Vincenzo Cannizzaro | 1 111   | 12,94   | Vincenzo Cannizzaro Sindaco | 859   | 9,10  | 1     |
| Partito Socialista Italiano                       | Vincenzo Cannizzaro       | Vincenzo Cannizzaro | Vincenzo Cannizzaro | 1 111   | 12,94   | 85                          | 0,90  | –     |       |
| La Forza del Cambiamento                          | Vincenzo Cannizzaro       | Vincenzo Cannizzaro | Vincenzo Cannizzaro | 1 111   | 12,94   | 30                          | 0,32  | –     |       |
|                                                   | Paolo Ferlisi             | Paolo Ferlisi       | Paolo Ferlisi       | 716     | 8,34    | X l'Area Popolare           | 536   | 5,68  | 1     |
| Comitato Santa Maria del Focallo Marina Marza     | Paolo Ferlisi             | Paolo Ferlisi       | Paolo Ferlisi       | 716     | 8,34    | 209                         | 2,21  | –     |       |
| Totale                                            | Totale                    | 7 557               | 100                 | 8 587   | 100     |                             | 9 438 | 100   | 20    |
|                                                   |                           |                     |                     |         |         |                             |       |       |       |
| Fonte: Ministero dell'interno                     |                           |                     |                     |         |         |                             |       |       |       |

## Provincia regionale di Siracusa

### Augusta
| Candidati                                       | Candidati                           | II turno              | II turno              | I turno | I turno | Liste                                                                              | Voti   | %     | Seggi |
| Candidati                                       | Candidati                           | Voti                  | %                     | Voti    | %       | Liste                                                                              | Voti   | %     | Seggi |
| ----------------------------------------------- | ----------------------------------- | --------------------- | --------------------- | ------- | ------- | ---------------------------------------------------------------------------------- | ------ | ----- | ----- |
|                                                 | Maria Concetta Di Pietro ✔️ Sindaca | 13 946                | 77,56                 | 5 246   | 30,93   | Movimento 5 Stelle                                                                 | 3 295  | 16,27 | 18    |
|                                                 | Domenico Paci                       | 4 484                 | 24,94                 | 4 237   | 24,98   | Tu Territorio Unito                                                                | 2 141  | 10,57 | 2     |
| Attiva Mente-Nostrae Divitiae e Mari Perveniunt | Domenico Paci                       | 4 484                 | 24,94                 | 4 237   | 24,98   | 2 112                                                                              | 10,43  | 2     |       |
| Civico 89                                       | Domenico Paci                       | 4 484                 | 24,94                 | 4 237   | 24,98   | 1 477                                                                              | 7,29   | 1     |       |
| Noi per la Città                                | Domenico Paci                       | 4 484                 | 24,94                 | 4 237   | 24,98   | 1 038                                                                              | 5,13   | 1     |       |
| Prima Augusta                                   | Domenico Paci                       | 4 484                 | 24,94                 | 4 237   | 24,98   | 710                                                                                | 3,51   | –     |       |
|                                                 | Giovanni Totis                      | Giovanni Totis        | Giovanni Totis        | 2 316   | 13,66   | Ricostruiamo l'Orgoglio dell'Appartenenza con Totis per Augusta                    | 1 735  | 8,57  | 2     |
| Partito Democratico                             | Giovanni Totis                      | Giovanni Totis        | Giovanni Totis        | 2 316   | 13,66   | 1 473                                                                              | 7,27   | 1     |       |
|                                                 | Domenico Stella                     | Domenico Stella       | Domenico Stella       | 1 837   | 10,83   | Cambiaugusta                                                                       | 1 212  | 5,99  | 1     |
| Lista Stella Ambiente e Legalità                | Domenico Stella                     | Domenico Stella       | Domenico Stella       | 1 837   | 10,83   | 474                                                                                | 2,34   | –     |       |
|                                                 | Domenico Morello                    | Domenico Morello      | Domenico Morello      | 1 615   | 9,52    | Sicilia Democratica per le Riforme-Sviluppo Autonomia Lavoro Verso il Mediterraneo | 1 089  | 5,38  | 1     |
| Impegno Comune                                  | Domenico Morello                    | Domenico Morello      | Domenico Morello      | 1 615   | 9,52    | 738                                                                                | 3,64   | –     |       |
| Azzurra                                         | Domenico Morello                    | Domenico Morello      | Domenico Morello      | 1 615   | 9,52    | 657                                                                                | 3,24   | –     |       |
| Popolari per Augusta                            | Domenico Morello                    | Domenico Morello      | Domenico Morello      | 1 615   | 9,52    | 99                                                                                 | 0,49   | –     |       |
|                                                 | Marcello Guagliardo                 | Marcello Guagliardo   | Marcello Guagliardo   | 1 347   | 7,94    | Nessun Dorma                                                                       | 1 539  | 7,60  | 1     |
|                                                 | Antonino Di Silvestro               | Antonino Di Silvestro | Antonino Di Silvestro | 362     | 2,13    | Il Popolo della Rete                                                               | 452    | 2,23  | –     |
| Totale                                          | Totale                              | 17 980                | 100                   | 16 960  | 100     |                                                                                    | 20 250 | 100   | 30    |
|                                                 |                                     |                       |                       |         |         |                                                                                    |        |       |       |
| Fonte: Ministero dell'interno                   |                                     |                       |                       |         |         |                                                                                    |        |       |       |

## Provincia regionale di Trapani

### Marsala
| Candidati                                                        | Candidati                      | II turno         | II turno         | I turno | I turno | Liste                        | Voti   | %     | Seggi |
| Candidati                                                        | Candidati                      | Voti             | %                | Voti    | %       | Liste                        | Voti   | %     | Seggi |
| ---------------------------------------------------------------- | ------------------------------ | ---------------- | ---------------- | ------- | ------- | ---------------------------- | ------ | ----- | ----- |
|                                                                  | Alberto Di Girolamo ✔️ Sindaco | 21 715           | 68,06            | 17 359  | 49,67   | Partito Democratico          | 7 271  | 16,23 | 7     |
| Partito Socialista Italiano                                      | Alberto Di Girolamo ✔️ Sindaco | 21 715           | 68,06            | 17 359  | 49,67   | 3 700                        | 8,26   | 3     |       |
| Cambiamo Marsala                                                 | Alberto Di Girolamo ✔️ Sindaco | 21 715           | 68,06            | 17 359  | 49,67   | 3 689                        | 8,24   | 3     |       |
| Democratici X Marsala                                            | Alberto Di Girolamo ✔️ Sindaco | 21 715           | 68,06            | 17 359  | 49,67   | 3 472                        | 7,75   | 3     |       |
| Una Voce per Marsala                                             | Alberto Di Girolamo ✔️ Sindaco | 21 715           | 68,06            | 17 359  | 49,67   | 2 887                        | 6,45   | 2     |       |
|                                                                  | Massimo Vincenzo Grillo        | 10 190           | 31,94            | 12 237  | 35,02   | Unione di Centro per Marsala | 3 974  | 8,87  | 3     |
| Forza Marsala                                                    | Massimo Vincenzo Grillo        | 10 190           | 31,94            | 12 237  | 35,02   | 3 840                        | 8,57   | 2     |       |
| Futuro per Marsala-Patto dei Democratici per le Riforme          | Massimo Vincenzo Grillo        | 10 190           | 31,94            | 12 237  | 35,02   | 3 615                        | 8,07   | 2     |       |
| Sicilia Democratica per le Riforme                               | Massimo Vincenzo Grillo        | 10 190           | 31,94            | 12 237  | 35,02   | 2 768                        | 6,18   | 2     |       |
| Progettiamo Marsala                                              | Massimo Vincenzo Grillo        | 10 190           | 31,94            | 12 237  | 35,02   | 2 353                        | 5,25   | 1     |       |
| Oltre i Colori-Cantiere Popolare                                 | Massimo Vincenzo Grillo        | 10 190           | 31,94            | 12 237  | 35,02   | 2 295                        | 5,12   | 1     |       |
| Amare Marsala                                                    | Massimo Vincenzo Grillo        | 10 190           | 31,94            | 12 237  | 35,02   | 1 416                        | 3,16   | –     |       |
| Liberaldemocratici per Marsala (Partito Liberale Italiano-Altri) | Massimo Vincenzo Grillo        | 10 190           | 31,94            | 12 237  | 35,02   | 210                          | 0,47   | –     |       |
|                                                                  | Antonio Angileri               | Antonio Angileri | Antonio Angileri | 4 874   | 13,95   | Movimento 5 Stelle           | 2 806  | 6,26  | 1     |
|                                                                  | Vito Armato                    | Vito Armato      | Vito Armato      | 477     | 1,36    | Noi con Salvini              | 496    | 1,11  | –     |
| Totale                                                           | Totale                         | 31 905           | 100              | 34 947  | 100     |                              | 44 792 | 100   | 30    |
|                                                                  |                                |                  |                  |         |         |                              |        |       |       |
| Fonte: Ministero dell'interno                                    |                                |                  |                  |         |         |                              |        |       |       |